# 広島市立本川小学校
広島市立本川小学校（ひろしましりつ ほんかわしょうがっこう）は、広島県広島市中区本川町一丁目にある市立小学校。漫画・はだしのゲンに登場する『本川国民学校』は当校のことである。

## 概要
旧太田川(本川)を挟んで広島平和記念公園の西側に位置する。同敷地内に広島市立本川保育園がある。また、学区内に本川幼稚園がある。
このあたりは江戸時代から商業地域として栄えており、地元住人の要望により1873年に創立。1945年8月6日、広島市への原子爆弾投下により被爆した。戦後、復興に伴いこのあたりは商業街として栄え生徒数も増加したが、近年はドーナツ化現象により生徒数は減っている。
広島原爆で焼け残った旧校舎の一部は現在平和資料館として活用しており、現存する被爆建物の一つである。

## 沿革
- 1873年（明治6年）1月 - 「造成舎」として創立。
- 1876年（明治9年） - 「第七番小学本川学校」に改称。
- 1879年（明治12年） - 「本川小学校」に改称。
- 1884年（明治17年） - 「成達小学校」に改称。
- 1886年（明治19年） - 「成達尋常小学校」に改称。
- 1890年（明治23年） - 「本川尋常小学校」に改称。
- 1924年（大正13年） - 「本川尋常高等小学校」に改称。
- 1928年（昭和3年）7月 - 市内の小学校としては最初の鉄筋コンクリート校舎落成。校歌制定。
- 1941年（昭和16年） - 「広島市本川国民学校」に改称。
- 1945年（昭和20年）8月 - 原爆により全焼。教職員や児童約400名が死亡。
- 1946年（昭和21年）2月 - 授業再開。
- 1947年（昭和22年）6月 - 学制改革により広島市立本川小学校となる。
- 1951年（昭和26年）10月 - 第6回国民体育大会のレスリング競技会場となる。同月27日、昭和天皇が会場に行幸[1]。
- 1974年  (昭和49年)  9月 -「平和学習」開始。
- 1987年（昭和62年）6月 - 被爆校舎撤去。
- 1988年（昭和63年）4月 - 東校舎完成。平和資料館完成。
- 2009年（平成21年)  4月 - 日米元軍人ソフトボール広島大会開催。（渡辺嘉蔵　大会実行委員長）
- 2012年  (平成24年)  11月 -「平和の森」完成。
- 2013年  (平成25年)  1月 - 創立140周年記念式典開催。
- 2016年  (平成28年)  12月 - 南校舎完成。
- 2023年  (令和5年)  1月 - 創立150周年記念式典開催。

## 学区
広島市中区の以下の地域。
- 榎町
- 小網町
- 堺町1・2丁目
- 十日市町1・2丁目
- 土橋町
- 猫屋町
- 本川町1 - 3丁目

## 進路
卒業生は基本的には広島市立国泰寺中学校に進学する。

## 著名な関係者
出身者
- 鈴木三重吉 - 小説家、児童文学者。
- 田部文一郎 - 三菱商事元社長。
- 中沢啓治 - 漫画家。被爆後から卒業までの数年間在学。
- 平岡敬 - 元広島市長。5年から6年途中まで在学。
- 長谷部恭男 - 憲法学者。
- 原田真二 - シンガーソングライター。
- 長谷川博一 - 元プロサッカー選手

## 平和資料館

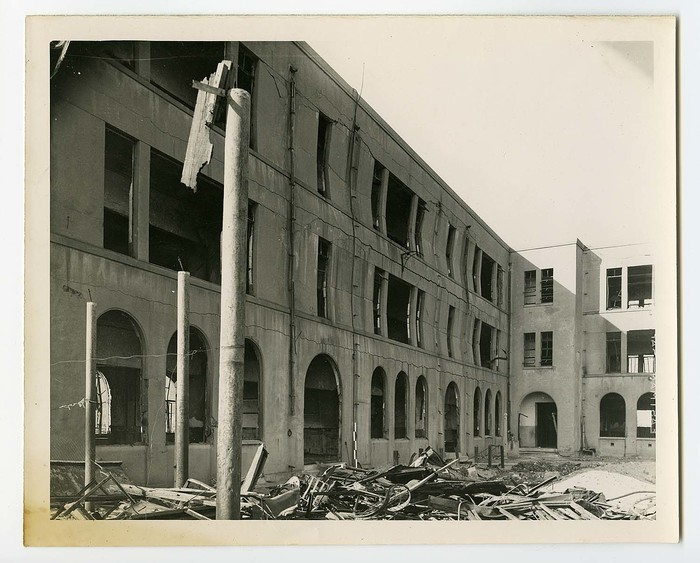
1945年11月。

### 概要
鉄筋コンクリート構造地上1階地下1階。元々は旧校舎であり、地下は下駄箱として使用されていた。
小学校の敷地内にあり、通常の授業に支障をきたすことがあるため、門前でインターホン越しに守衛への連絡が必要。

### 内部
被爆状況の写真パネルなど30点ほど展示。
1階には、被爆したガラス瓶や缶詰、もんぺや自転車のチェーン・三八式歩兵銃などが展示されている。地下には、広島平和記念資料館で展示されていた古いジオラマが、こちらに移設され再利用展示されている。

### 来歴
1928年（昭和3年）7月、市土木課嘱託の建築家・増田清の設計により、市内の小学校としては最初の鉄筋コンクリート校舎として落成した。地上3階地下1階、L字型をしていた。
1945年（昭和20年）8月6日、被爆。ここは爆心地から約410m（市公式）に位置し、爆心地から最も近い小学校となった。爆風は窓枠を吹き飛ばし壁をくの字に曲げ、4000度もの熱線は校内を火の海と化し学具を燃やし尽くした。一瞬のうちに400人余りの児童と10人余り教職員が亡くなった。生存者は教員1名、生徒1名。
翌7日、ここは臨時病院・救護所となり、校庭では多くの死亡者が焼かれていった。その後、校舎は最低限の補修を施され、翌1946年（昭和21年）2月には授業が再開した。
その後も補修工事を繰り返しつつ校舎として使われていたが、新校舎落成に伴い1988年（昭和63年）4月に一部を残して取り壊された。残された部分を活用して、同年5月から平和資料館を設置している。

## 交通
- 電車
  - 本川町電停から徒歩3分
- バス
  - 本川町バス停から徒歩3分

## 関連書籍
- 山下和也・井手三千男・叶真幹 『ヒロシマをさがそう：原爆を見た建物』 西田書店、2006年 ISBN 488866434X
- 天野夏美（著）・ はまのゆか（イラスト）『いわたくんちのおばあちゃん』 主婦の友社、2006年 ISBN 4072533041